# Monasterio de San Jerónimo de la Murtra
El monasterio de San Jerónimo de la Murtra (en catalán: monestir de Sant Jeroni de la Murtra) es un antiguo cenobio de la Orden Jerónima construido en estilo gótico a principios del siglo XV. Se emplaza en el entorno natural de la Sierra de la Marina, en el municipio de Badalona de la Provincia de Barcelona (Cataluña, España).

## Historia

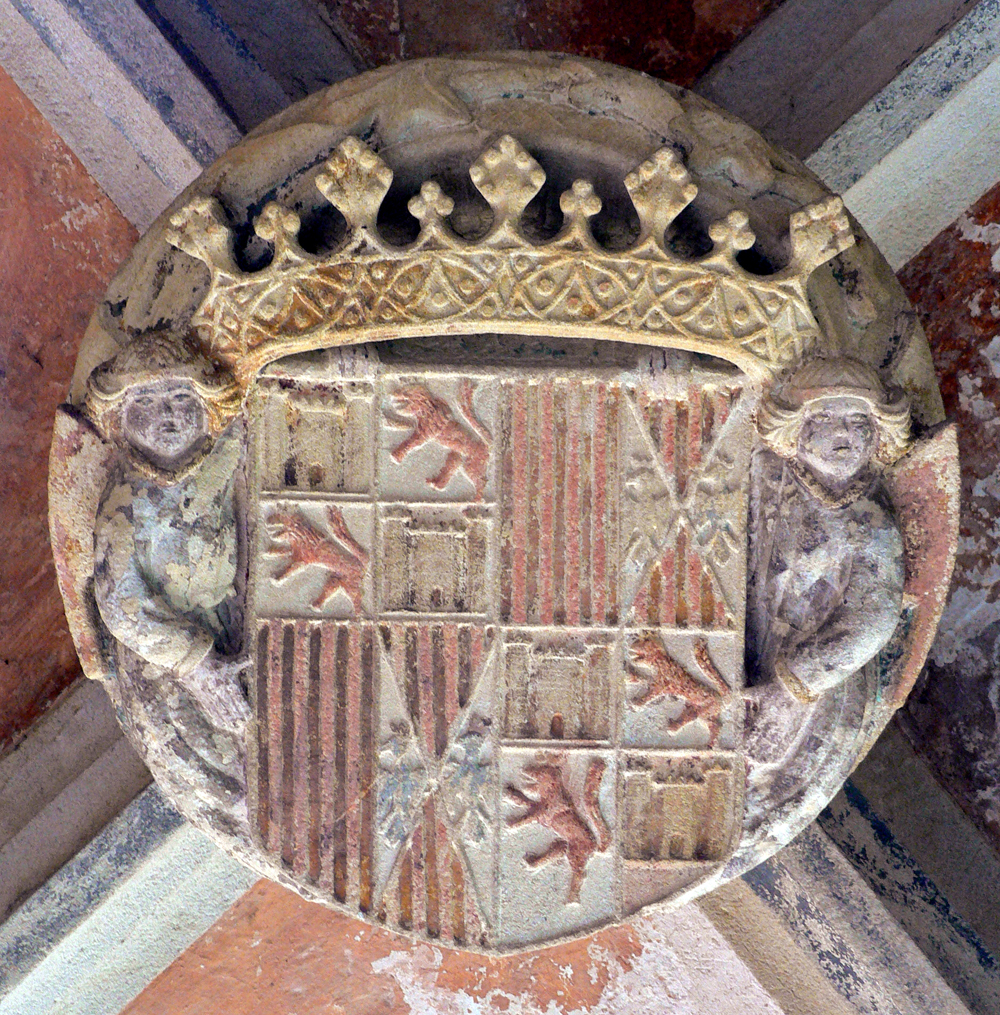
Escudo de los Reyes Católicos en una clave de bóveda del claustro

El primer cenobio fue fundado en 1414 cerca de San Pedro de Ribas, en la comarca catalana del Garraf, en la misma provincia de Barcelona, siendo trasladado tres años más tarde, en 1416, por el mercader barcelonés Bertran Nicolau, quien dispuso su reedificación sobre la antigua casa rural de La Murtra, entre Badalona y Santa Coloma de Gramanet. A partir de esta primitiva casa se construyeron la iglesia, las celdas, el claustro, el refectorio, la cocina y otras dependencias monásticas.
Consta documentalmente que en 1431 San Jerónimo de la Murtra tenía catorce monjes que por dificultades económicas quisieron fusionarse con el también jerónimo monasterio del Valle de Hebrón de Barcelona. Denegada la fusión y gracias a la protección de Juan II, el Monasterio se fue consolidando y consiguiendo favores bajo los reinados de los Reyes Católicos y del rey Carlos I, que se hicieron cargo de la realización de grandes obras en el monasterio. Testimonio de estas mercedes son los retratos de Fernando y de Isabel en la galería de poniente del claustro, junto con sus escudos de armas; también se encuentra el nombre de Juan II grabado en el refectorio.

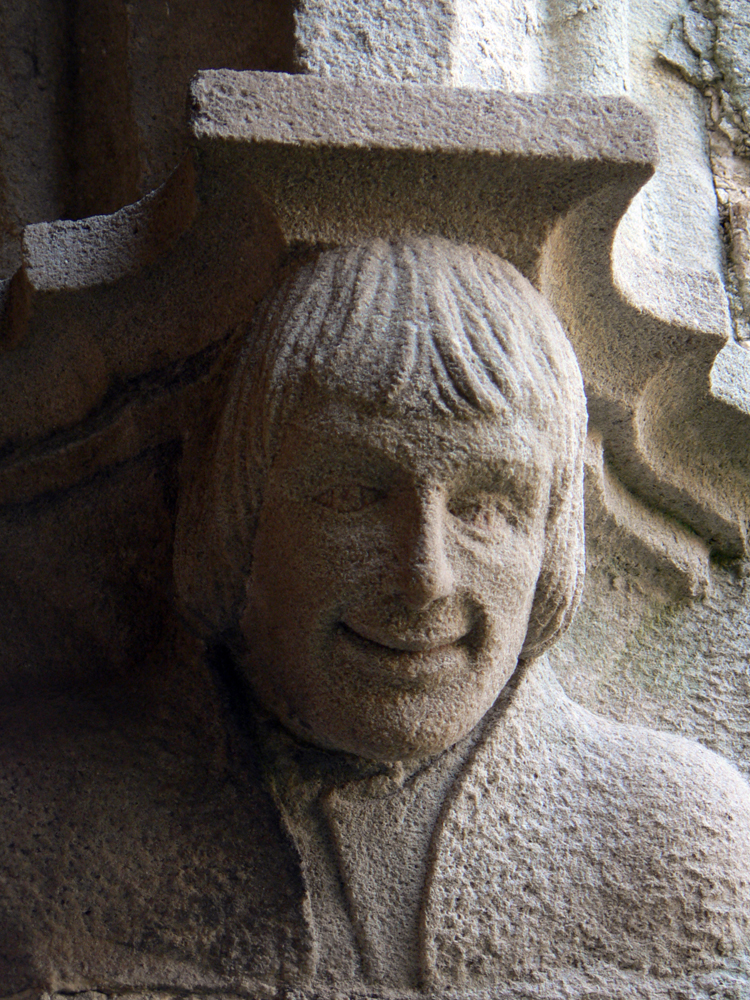
Probable retrato de Cristóbal Colón en el claustro

Cuando Fernando el Católico, el 7 de diciembre de 1492, resultó herido por el regicida Juan de Cañamares en las escaleras del Palacio Real Mayor de Barcelona, el monarca pasó unos días recuperándose en el Monasterio junto con su esposa Isabel de Castilla. Fue allí donde los Reyes Católicos recibieron en audiencia a Cristóbal Colón de regreso de su primer viaje a América. Este acontecimiento histórico tuvo lugar en abril de 1493.
Durante los siglos XV y XVI se edificaron las partes más importantes y dispuso de una gran biblioteca.
Su prior Pere Benejam fue consejero de los reyes y de los duques de Cardona.
Los jerónimos mantuvieron desocupado el Monasterio entre 1811 y 1820. Con motivo de la Desamortización de Mendizábal de 1835, fue exclaustrado, asaltado e incendiado. Tras muchas décadas de abandono y de cambios de propietarios, San Jerónimo de la Murtra fue declarado Monumento Histórico-Artístico de interés nacional el 20 de diciembre de 1974 (declaración publicada por el B.O.E. el 14 de enero de 1975).

## Usos en la actualidad
Aunque exclaustrado, San Jerónimo de la Murtra presenta en la actualidad una importante actividad religiosa y secular. Así, es la sede del Ámbito de reposo religioso y cultural Francesca Güell, asociación que contribuyó a la restauración de los edificios. También tienen aquí sus sedes e instalaciones la asociación cultural Universitas Albertiana y la Fundación Cataluña-América San Jerónimo de la Murtra, que ha acondicionado las salas Ramon Pañé para usos museísticos y culturales. Existe asimismo una Asociación de amigos del Monasterio de San Jerónimo de la Murtra. 

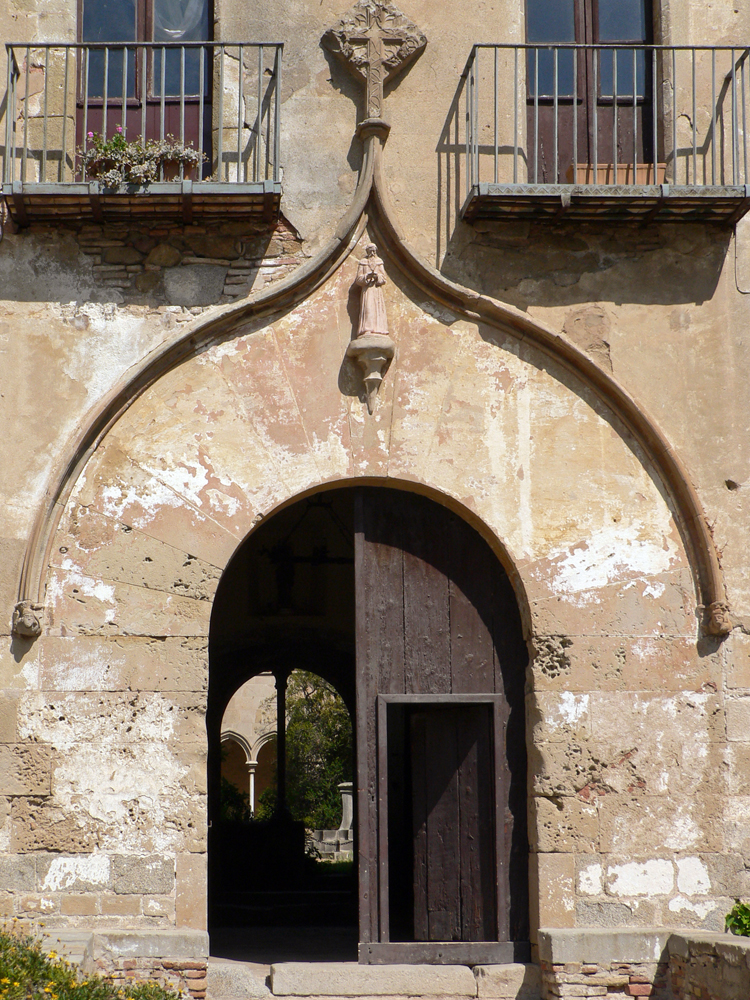
Puerta gótica

## Descripción artística
Está formado por un conjunto monumental de edificios de estilo gótico tardío, inscritos en un espacio rectangular formando un recinto cerrado. Realizados mayoritariamente durante los siglos XV y XVI, sus maestros de obras fueron Pere Basets y Jaume Alfons de Baena en el claustro, Tomàs Bersa en la iglesia y Jeroni Matxí en la torre de defensa.

### Torre de defensa
Está levantada sobresaliendo fuera del recinto cerrado en el ángulo sudoeste y consta de cuatro pisos y una galería superior. Fue levantada por el maestro de obras Jeroni Matxí.

### Iglesia
El edificio se remonta al siglo XV, con reformas de ampliación realizadas durante el siglo XVI. Constaba originalmente de una sola nave de tres tramos con arcos ojivales, ábside de cinco caras en su cabecera y seis capillas laterales. Su constructor conocido fue Tomàs Bersa, maestro de obras del Patio de los Naranjos del Palacio de la Generalidad de Cataluña. En el incendio del año 1835 se derribó gran parte de la iglesia, quedando solamente una parte del muro de la parte derecha y el ábside. La Capilla de San Sebastián, que había sido realizada en 1491, fue reconstruida a mediados del siglo XIX.

### Dependencias monacales

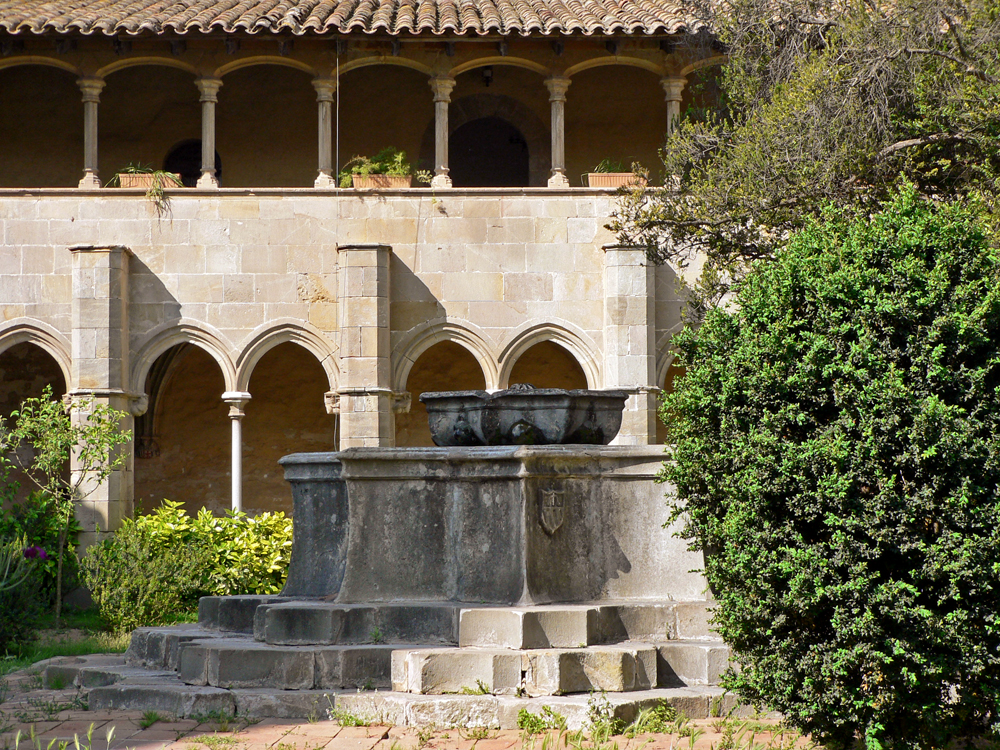
Claustro

Situado en el ala norte del claustro se encuentra el refectorio de los monjes, con una planta de veinte por seis metros, cubierto con tres bóvedas de crucería cuyas claves de bóveda fueron policromadas por el monje Gabriel Andreu entre los años 1483 y 1486. La clave central representa a Sant Jeroni y en otra puede leerse la leyenda: Rex Joannes me facit, en referencia al rey Juan II, benefactor del Monasterio. Otras dependéncias son la sala capitular, la cocina, la bodega y el lavadero.

### Claustro
Se sitúa en el centro del conjunto monacal, como es propio en los monasterios. El claustro consta de dos pisos de galerías cubiertas con bóvedas góticas nervadas que en su arranque en los modillones muestran retratos y escudos de armas de sus benefactores y de otros personajes relacionados con el Monasterio, como los Reyes Católicos, Carlos I, Colón y Ramon Llull. Las claves de bóveda representan santos y temas heráldicos. En el piso superior se observan quince arcos escarzanos rebajados. En el jardín del patio hay un gran arbusto de una murtra, que es como se llama en catalán a la planta del mirto o arrayán, y un surtidor de forma de estrella ochavada hecho en 1502, decorado con cabezas de león.  

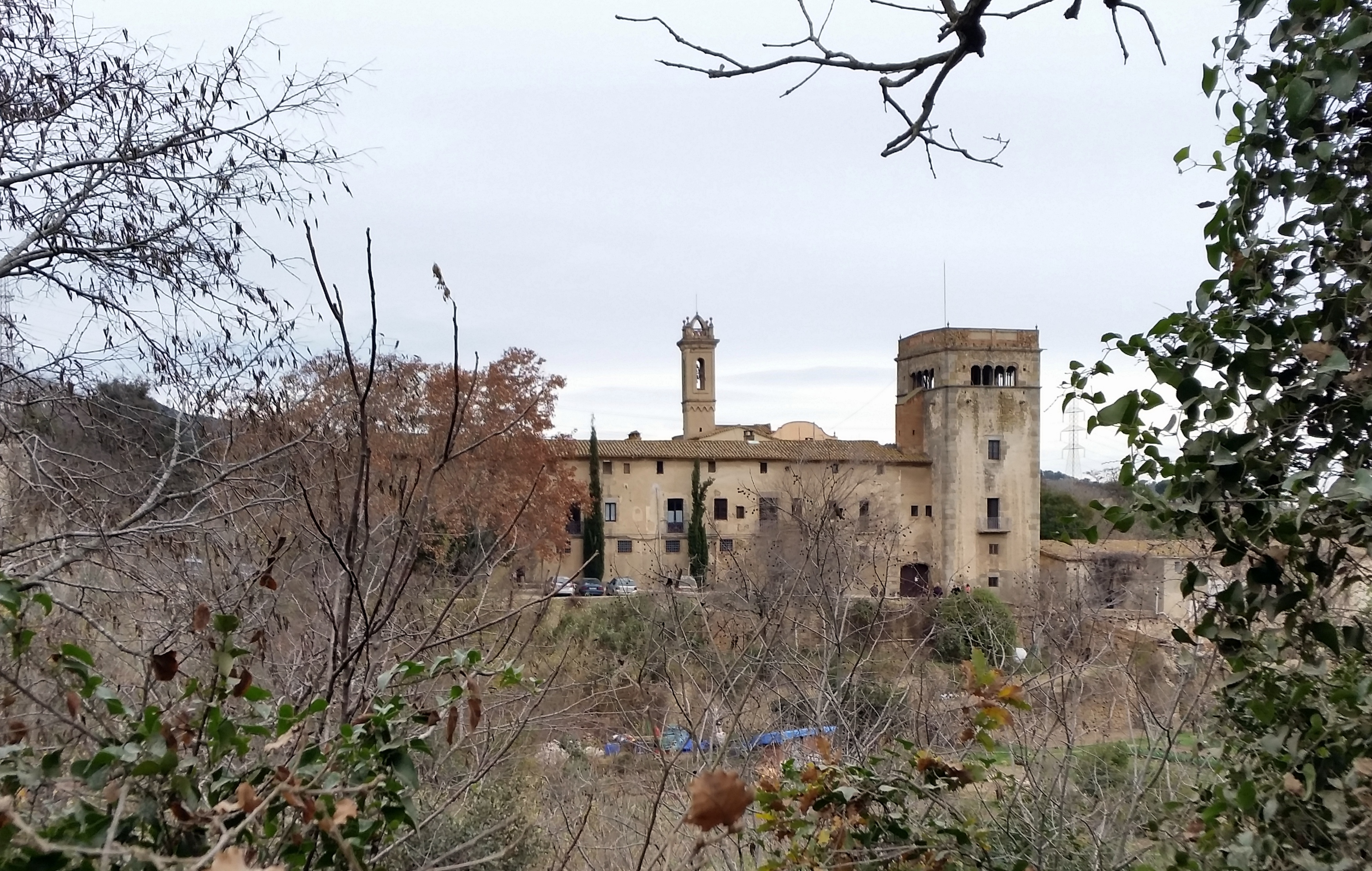
Vista panorámica